# Timor Telecom
Timor Telecom é uma operadora de telecomunicações de Timor-Leste com sede em Dili, e tendo iniciado a sua atividade em março de 2003, a Timor Telecom explora em regime de exclusividade os serviços de telefone fixo, móvel, dados corporativos, circuitos alugados e postos públicos. Explora ainda o serviço de Internet em regime de concorrência.
O Grupo Oi detinha uma participação efetiva de 41,12% no capital social da Timor Telecom, que entre outros, conta com o Estado Timorense e a Vodatel entre os acionistas.
Em maio de 2023, a Oi vendeu a participação majoritária que detinha na Timor Telecom, operadora de telecomunicações do Timor-Leste por US$ 21,1 milhões para o governo timorense. O controle da Timor Telecom era exercidos pelas empresasː TPT, que possuía 54,01% das ações da companhia, e PT Participações, com 3,05%. Ambas são controladas (TPT) ou pertencem integralmente (PT) à Oi. 
Com a venda, o Estado do Timor-Leste ampliou sua fatia sobre a empresa de 20,59% para 77,65%.
A empresa é responsável pela primeira rede de telecomunicações fixas e móveis do país.

## História
Em setembro de 1999, a infraestrutura de telecomunicações em Timor-Leste foi destruída durante a crise que se seguiu ao referendo de independência timorense. Em 2001, a Administração Transitória das Nações Unidas em Timor-Leste (UNTAET) lançou um concurso internacional para a construção de um sistema de telecomunicações de substituição. A nova rede deveria ser operada de acordo com um acordo de concessão como um arranjo BOT (Build–operate–transfer). Em julho de 2002, o consórcio Timor Telecom (liderado pela Portugal Telecom) foi o vencedor do concurso. 
Em 17 de Outubro de 2002, o consórcio Timor Telecom foi transformado na Timor Telecom, SA, (TT) a primeira empresa a ser formada no recém-independente Timor-Leste. Ao abrigo do acordo de concessão, foi concedido à TT o monopólio das telecomunicações em Timor-Leste por um período de 15 anos. 
Em 1 de março de 2003, a empresa criou a primeira rede nacional de telecomunicações de Timor-Leste e estabeleceu seu código de país, +670. Nesse dia, a empresa começou a operar a rede em Díli, Lospalos, Baucau e Oecusse. No final de 2003, os serviços de telefone fixo, celular e internet estavam disponíveis na rede, e a empresa abriu sua primeira loja em Díli. No ano seguinte, a empresa começou a operar uma estação de telecomunicações em Atauro e abriu lojas em Baucau e Gleno.
Em 2005, outras lojas seguiram em Maliana, Suai e Pante Macassar. Em 2006, apareceu a primeira lista telefônica independente de Timor-Leste. No ano seguinte, 2007, as primeiras páginas amarelas foram publicadas (também online) e o correio de voz foi oferecido pela primeira vez. Em 2008, a empresa tinha 125.000 clientes móveis. Em 2009, contratou a ZTE , uma fornecedora de equipamentos chinesa, para expandir seu sistema de telecomunicações móveis e estabelecer o CDMA de banda larga.
Em 2006, a Timor Telecom registrou um nível de receitas de 18,5 milhões de Euros, equivalendo a um crescimento de 33,2% face ao ano anterior. No segmento móvel, adicionou cerca de 16 mil novos clientes, atingindo um total de 49.100 clientes em 2006.
Em Março de 2010, o governo timorense aprovou uma nova política de telecomunicações, segundo a qual as telecomunicações seriam liberalizadas. O monopólio da TT deveria ser encerrado em resposta à esmagadora opinião pública a favor da liberalização, e em linha com os desenvolvimentos na União Europeia e noutros países do Pacífico, como a Coreia do Sul. Em 2012, o governo e a empresa assinaram um acordo para o fim antecipado do monopólio.
Em 2011, o aumento do serviço móvel em 27,4% tendo atingido o número de 603.841 clientes, e com aumento da cobertura móvel atingindo os 92% da população, tanto 2G e em 3G.
Em 2 de outubro de 2013, a Portugal Telecom e a Oi, SA, uma empresa brasileira de telecomunicações, anunciaram que combinariam as operações para formar um novo negócio com sede no Brasil e a participação na TT foi transferida para a Oi. Em 2015, os ativos de telefonia em Portugal foram vendidos à Altice para reduzir a dívida, tendo sido mantida a propriedade da TT pela Oi. Em junho de 2016, a Oi entrou com um pedido de proteção contra falência de US$ 19 bilhões (R$ 65 bilhões), o maior já registrado no Brasil. Em dezembro de 2016, a Oi solicitou a aprovação de um tribunal distrital do Rio de Janeiro para vender sua participação na TT para a Investec, e em março de 2017 o tribunal deu sua aprovação, sujeito a uma avaliação de que o valor oferecido pela Investec era apropriado. O negócio, no entanto, não foi concluído.

Em maio de 2023, a Oi vendeu a participação majoritária que detinha na Timor Telecom por US$ 21,1 milhões ao governo timorense. O controle da Timor Telecom era exercido pelas empresasː TPT, que detinha 54,01% das ações da empresa, e PT Participações, com 3,05%. Ambas são controladas (TPT) (76%) ou detidas integralmente (PT) pela Oi. Com a venda, o Estado de Timor-Leste aumentou sua participação na empresa de 20,59% para 77,65%. 